# 6992 Minano-machi
6992 Minano-machi este un asteroid din centura principală de asteroizi.

## Descriere
6992 Minano-machi este un asteroid din centura principală de asteroizi. A fost descoperit pe 27 ianuarie 1995 la Oizumi de Takao Kobayashi. El prezintă o orbită caracterizată de o semiaxă mare de 3,01 ua, o excentricitate de 0,07 și o înclinație de 10,5° în raport cu ecliptica.